# 切奇莉亚·巴托莉

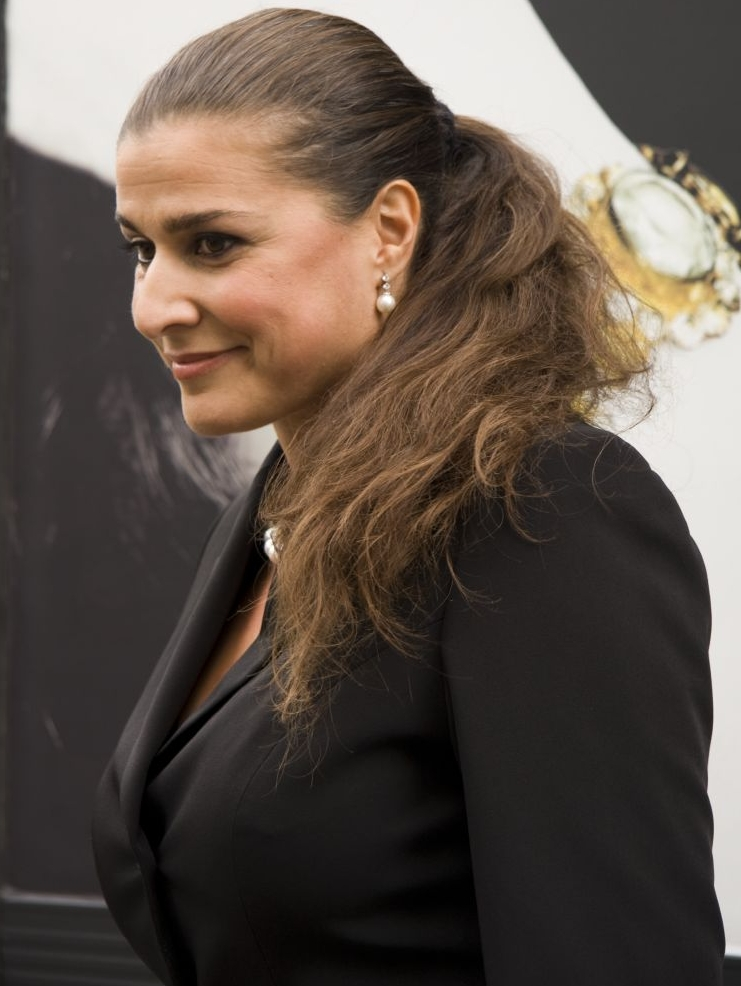
切奇莉亚·巴托莉

切奇莉亚·巴托莉（義大利語：Cecilia Bartoli，義大利語：[tʃeˈtʃiːlja ˈbartoli]，1966年6月4日—），意大利花腔歌剧次女高音歌唱家。1966年6月4日出生于罗马一个歌唱家家庭。自幼受父母教育与熏陶。后入Santa Cecilia歌剧院学习。1987年首次登台，在维罗纳圆形竞技场演唱歌剧。1988年在德国科隆歌剧院主演罗西尼《塞维利亚的理发师》中的主角罗西娜，一举成名。巴托莉音色与众不同，能驾驭各类女高音与次女高音的角色，并以演唱莫扎特和罗西尼的歌剧而闻名于世。她的巴洛克音乐和古典音乐歌剧的演绎也很出名。

## 主要光碟
歌剧
- 罗西尼：LA SCALA（1988年）
- 罗西尼：塞维利亚的理发师（1989年）
- 莫扎特：卢西奥新罗（1991年）
- 罗西尼：“灰姑娘”（1993年）
- 普契尼：哥哥雷卡斯却侬（1993年）
- 莫扎特：费加罗的婚礼（1994年）
- 莫扎特：狄托的仁慈（1995年）
- 海顿：奥菲欧与尤丽狄茜（1997年）
- 莫扎特：Mitridate（1999年）
- 海顿：阿尔米达（2000年）
- 亨德尔：里纳尔多（2000年）
- 莫扎特：唐璜（2001年）
- 贝利尼：LA Sonnambula（2008年）
- 哈勒维：Clari（2008年）

管弦乐团伴奏演唱会
- 罗西尼 咏叹调（1989年）
- 莫扎特 咏叹调（1991年）
- 罗西尼的女主人公（1992年）
- 莫扎特肖像（1994年）
- 维瓦尔第专辑（1999年）
- 格鲁克 意大利咏叹调（2001年）
- 萨利埃里专辑（2003年）
- 歌剧Proibita（2005年）
- 玛丽亚（2007年）
- 祭作（2009年）

钢琴伴奏演唱会
- 罗西尼演唱会（1990年）
- 如果你爱我：18世纪的意大利歌曲（1992年）
- 意大利歌曲（1993年）
- 高唱情歌（1996年）
- 意大利歌集（1997年）
- 意大利的生活（1998年）

圣乐
- 莫扎特：安魂曲（1992年）
- 斯卡拉蒂：抚慰里贾纳
- 佩尔戈莱西：圣母悼歌，抚慰里贾纳（2000年）

大合唱
- 罗西尼清唱剧第2卷